# Luftangriffe auf Pirmasens
Während des Zweiten Weltkrieges gab es zahlreiche Luftangriffe auf Pirmasens: Vereinzelt 1940 und 1942, aber vor allem ab 1944 waren es 66 meist kleinere Luftangriffe auf Pirmasens, darunter 51 Jagdbomberangriffe. Viele Angriffe richteten sich auf einzelne, lokal begrenzte Ziele wie den Bahnhof, den Güterbahnhof, Kasernen oder Flakstellungen im Außenbereich der Stadt. Bei zwei Großangriffen am 9. August 1944 und dem 15. März 1945 kam es zu vielen Todesopfern und großflächigen Zerstörungen. Die Bombenangriffe zerstörten einen Großteil der städtischen Infrastruktur und zwei Drittel der Wohnbebauung, zu den am heftigsten bombardierten Zielen zählten der Personen- und der Güterbahnhof sowie das städtische Gaswerk.

## Vorgeschichte
Das im 18. Jahrhundert als Garnisonsstadt der Hessen-darmstädtischen Armee ausgebaute Pirmasens war seit 1792 kein dauerhafter Militärstützpunkt mehr gewesen. Nach französischer Besetzung von 1919 bis 1930 war es als Teil des Rheinlands weiter entmilitarisierte Zone bis zur Remilitarisierung durch den NS-Staat im Jahr 1936. Pirmasens wurde Stützpunkt der Wehrmacht, unmittelbar am bis 1940 angelegten Westwall an der Grenze zu Frankreich. Im Jahr 1938 wurde die Husterhöh-Kaserne am Stadtrand errichtet.
Pirmasens war Zentrum der deutschen Schuhindustrie und nach Ludwigshafen und Kaiserslautern die drittgrößte Industriestadt der Pfalz. Die Produktionsstätten verteilten sich auf das ganze Stadtgebiet und beschränkten sich als fast ausschließlich auf die Herstellung von Schuhen und Zulieferer der Schuhfabrikation. Trotz der Umstellung der deutschen Volkswirtschaft auf Kriegswirtschaft wurden in den meisten städtischen Fabriken weiter hauptsächlich Schuhe für Zivilisten hergestellt, die  Herstellung militärischen Schuhwerks spielte eine Nebenrolle. Eine größere militärische Bedeutung hatte die Stadt als potentieller Eisenbahnknotenpunkt nahe des Westwalls, als welcher Pirmasens aber nach Aussagen deutscher Offizieller nach dem Krieg weniger stark benutzt wurde, als das amerikanische Militär vermutet hatte.
Nach dem Ausbruch des Krieges mit dem deutschen Überfall auf Polen wurde die Stadt als Teil der Roten Zone am Westwall evakuiert und die Produktionsbetriebe ins Rechtsrheinische ausgelagert. Erst nach dem deutschen Sieg über Frankreich 1940 durften Bevölkerung und Betriebe zurückkehren.

## Verlauf

### 1940 bis 1944
Bis 1944 blieb Pirmasens weitgehend von Luftangriffen verschont. 1940 kam es während des Kriegs gegen Frankreich zu zwei Angriffen mit Sprengbomben. Zwei Jahre später schlugen nahe des Waldfriedhofs mehrere Sprengbomben ein.
Der erste alliierte Großangriff am 9. August 1944 mit einer Bombenlast von 259 Tonnen forderte 188 Tote; der Angriff durch die United States Army Air Forces war nach Pirmasens umgeleitet worden, weil die Flugzeuge ihre ursprünglichen Ziele Stuttgart und München wegen der Wetterlage nicht erreichen konnten. Ziel des Flächenbombardements war die Erzeugung eines Feuersturms, weshalb größtenteils Brandbomben zum Einsatz kamen. Der Angriff konzentrierte sich fast ausschließlich auf den westlichen Horeb zwischen Herzog- und Dankelsbachstraße sowie auf den Bereich um die Lutherkirche im Zentrum. Danach kam es immer häufiger zu lokalen Angriffen, zum Ende des Jahres fast täglich. Im Dezember 1944 wurde unter anderem der Hauptbahnhof und das Kasernengelände auf der Husterhöhe gezielt bombardiert.

### 1945
Am 15. März 1945 während der Anfangsphase der amerikanischen Operation Undertone zur Eroberung der letzten noch von deutschen Truppen gehaltenen Teile des Westwalls folgte ein zweiter Großangriff durch amerikanische Flugzeuge mit der fast vollständigen Zerstörung des Stadtzentrums, bei dem 945 Tonnen größtenteils Sprengbomben abgeworfen wurden. Große Teile der Stadtbevölkerung waren erneut evakuiert worden oder hatten auf eigene Faust die Stadt verlassen; trotzdem starben 393 Menschen, darunter allein 200 Soldaten im Kaiserschulhaus in der Kaiserstraße sowie 40 Menschen, die im Nardinihaus in der Klosterstraße Schutz gesucht hatten. Die Kaiserschule soll trotz einer Kennzeichnung als Lazarett angegriffen worden sein. Eine Woche später, am 22. März 1945, marschierten amerikanische Truppen in das Stadtgebiet ein, wodurch der Zweite Weltkrieg für die Bevölkerung zu Ende war. Schwerpunkt des zweiten Großangriffs waren die Innenstadt entlang der parallel verlaufenden Haupt- und Alleestraße und das südliche Winzler Viertel um die Kirche St. Anton.

## Zerstörungen
Durch die Angriffe wurde die Pirminiuskirche bis auf die Türme und die Vorderseite zerstört, die anderen drei Kirchen der Kernstadt brannten aus. In unterschiedlichen Graden zerstört wurden auch die drei höheren und fünf der sieben Volksschulen (bis auf die Husterhöh- und die Wittelsbachschule), das Rathaus, das Amtsgericht sowie Finanz- und Forstamt. Unbeschädigt blieben unter anderem die Postämter (Haupt- und Kraftpost), das Bezirksamt, die Schuhfachschule und das Krankenhausgelände. Insgesamt war die Innenstadt am schlimmsten von den Schäden betroffen: Am Schlossplatz blieb nur ein Gebäude unbeschädigt, rund um den Exerzierplatz nur das Haus des Handwerks, die Bayerische Staatsbank sowie einzelne Wohnhäuser. Die Hauptstraße war bis auf ihr südliches Ende ein Trümmerfeld, die Alleestraße war etwas weniger schlimm betroffen. Erhalten blieb das Altbauviertel unterhalb der Innenstadt um die Schäfer- und die Kaffeegasse. Die Ränder der Stadt wurden am wenigsten von den Angriffen berührt, zu den Gebieten mit nur vereinzelten Bombenschäden zählten der Osten des Horeb, das Landauer-Tor-Viertel im Süden zwischen Kirchberg und Horeb, das Bahnhofsviertel mit Ausnahme des Bahnhofs selbst, das nördliche Winzler Viertel und die außerhalb der Kernstadt gelegenen Neubaugebiete Kirchberg und Sommerwald.

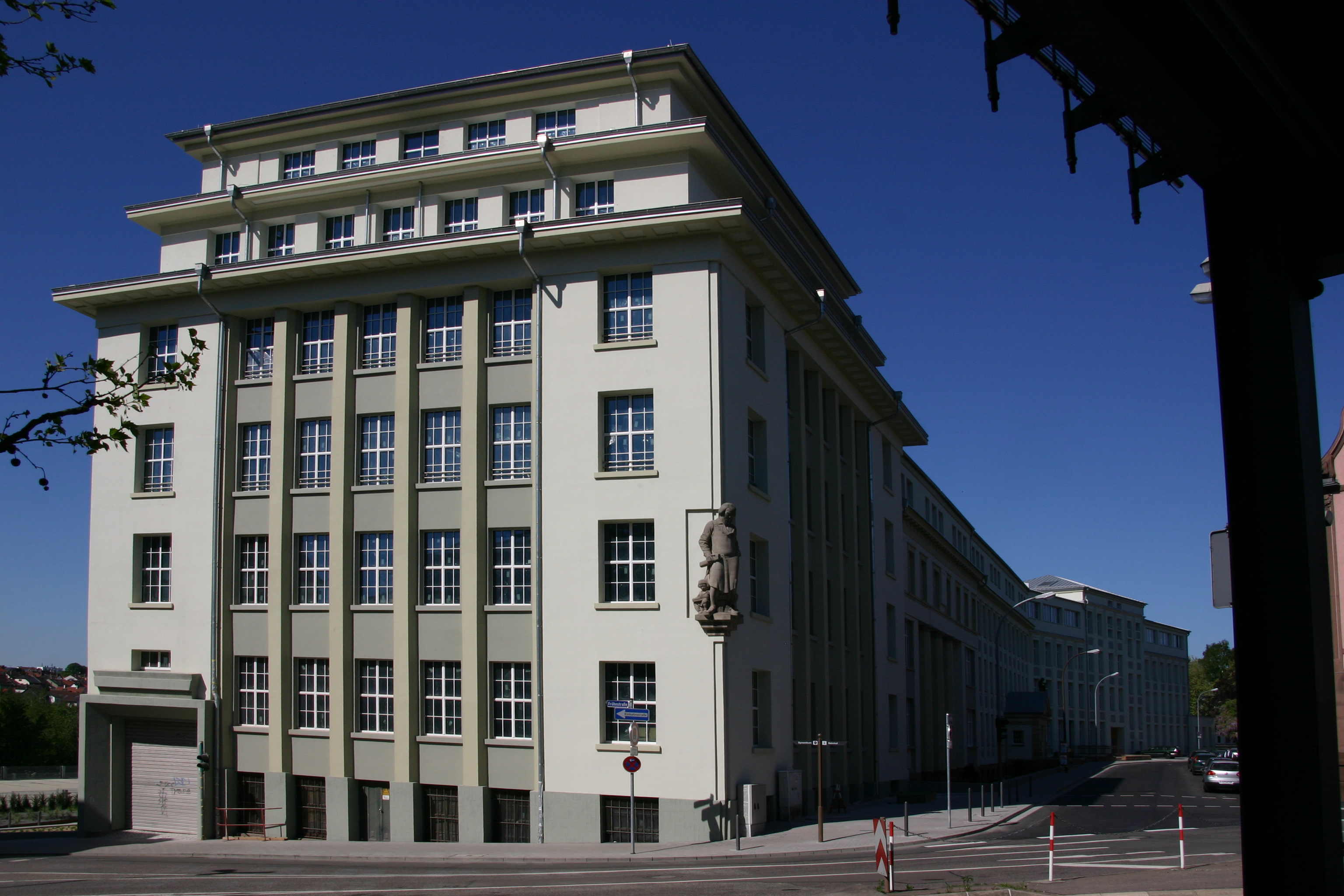
Der Hans-Sachs-Bau des Rheinbergers im Jahr 2008

Die Pirmasenser Feuerwehr kam durch die Trümmer oft nicht bis zu den Bränden durch. Einige zunächst nur leicht bis mittelschwer durch die Bomben beschädigte Gebäude erlitten die größten Schäden erst durch das Feuer. Die Oberrealschule in der Luisenstraße erlitt nur mäßige Bombenschäden, brannte aber anschließend so schwer aus, dass ein Wiederaufbau nicht mehr für möglich betrachtet wurde. Die Schuhfabrik Rheinberger blieb beim zweiten Großangriff intakt. In den Tagen danach erlitt sie direkte Treffer durch Artilleriegranaten. Durch die Granaten gerieten in einem nach Süden gerichteten Flügel (ehemals mittig zwischen westlichem Altbau und dem östlichen Kopfgebäude Hans-Sachs-Bau gelegen) Holzkisten voller fertiger Schuhe in Brand. Der Flügel brannte komplett aus und stürzte ein.

## Wiederaufbau
Zuerst wurden zerstörte Kanalanlagen und öffentliche Gebäude wiederhergestellt, sodass der Schulbetrieb bald wieder in den verbliebenen oder weniger stark beschädigten Gebäuden anlaufen konnte. Im Juli 1945 richtete die französische Militärregierung der Pfalz einen Beirat aus Bürgern unter Führung des Oberbürgermeisters Jakob Schunk ein. Der Beirat beschloss am 28. September einen Generalbebauungsplan nach Plänen des Stadtbauingenieurs Erich Hermann und des Baurats Edgar Thomann. Der Wiederaufbau erfolgte nüchtern und sachlich, größtenteils auf altem Straßengrundriss. Vorgesehen waren vier große Verkehrsknotenpunkte an der Parkbrauerei, am Exerzierplatz, am Schlossplatz und am Landauer Tor. Zur Entlastung der Hauptstraße sollte eine neue Straße vom Schlossplatz aus parallel auf dem unterhalb gelegenen Hang zum Landauer Tor führen. Aus Kostengründen wurde die Planung der Hangstraße 1949 verworfen und stattdessen der Ausbau der bisher nur vom Rheinberger zur Lutherkirche führenden schmalen Schäfergasse zur durchgängigen und mehrspurigen Schäferstraße beschlossen. Dadurch und durch den späteren Bau eines Parkhauses wurden in den nächsten Jahrzehnten fast der gesamte Altbaubestand entlang der Schäferstraße bis auf zwei Gebäude abgerissen.
Einzelne Gebäude blieben über 1950 hinaus Ruine und wurden erst danach wiederhergestellt. Das ausgebrannte Germaniaschulhaus in der Winzler Straße wurde 1951/1952 in altem Stil als Matzenbergschule wiederaufgebaut. Das Alte Rathaus wurde für das 200-jährige Stadtjubiläum 1963 als Sitz der Volkshochschule wiederaufgebaut, zur Anpassung an die umliegende Bebauung um ein Stockwerk höher als vor dem Krieg.